# Jan Celliers
Jan François Elias Celliers (n. 12 ianuarie 1865 - d. 1 iunie 1940) a fost un poet, dramaturg și eseist sud-african de limbă afrikaans.
Prin versurile sale patetice, a evocat natura aspră și solitară a ținutului natal, destrămarea vieții patriarhale și lupta opentru libertate a poporului său.

## Opera
- 1908: Câmpia ("Die Vlakte");
- 1912: Martjie ("Martjie");
- 1923: Grădina vieții ("Die Lewenstuin").